# Tiefenfilter
Ein Tiefenfilter (englisch depth filter) dient zur Abscheidung von Partikeln aus strömenden Fluiden. Der Trenneffekt erfolgt in der Tiefe des Filtermediums. Im Gegensatz zum Oberflächenfilter ist bei der Tiefenfiltration die Ausbildung eines Filterkuchens ausdrücklich nicht erwünscht. 

## Transport und Abscheidung
Im Wesentlichen kann die Partikelabscheidung mittels Tiefenfilter in zwei Vorgänge unterteilt werden: Transport (Partikel werden aufgrund der Fluidbewegung zum Filtermedium transportiert) und Ablagerung (Partikel werden im Filtermedium durch verschiedene Abscheidemechanismen abgeschieden).
Als Abscheidemechanismen wirken:
- Sperreffekt (Interzeption)
- Sedimentation und
- Diffusion,
- bei Gasen auch Trägheitseffekte.[1]

Siebeffekte spielen höchstens eine untergeordnete Rolle.
Die Wirkung der einzelnen Abscheidemechanismen hängt stark vom Partikeldurchmesser ab: Ultrafeine Partikel werden hauptsächlich durch Diffusion abgeschieden, bei Partikeln mit einem Durchmesser größer als 0,5 µm dominieren Sperreffekt und Trägheit. Die Haftung der Partikel am Filtermedium erfolgt aufgrund von Van-der-Waals-Kräften und Elektrostatik. Letztere ist insbesondere bei Elektret-Filtern von Bedeutung.
Die Abtrennung der Partikel erfolgt im Gegensatz zur Oberflächenfiltration allein durch das Filtermedium. Durch Verengung der Strömungskanäle aufgrund der Partikelabscheidung verbessert sich die Abscheidewirkung bei einer gleichzeitigen Erhöhung des Druckverlusts.
Die Ablagerung von Partikeln an der Oberfläche des Filtermediums in Form eines Filterkuchens ist bei der Tiefenfiltration im Allgemeinen unerwünscht, da der Zugang nachfolgender Partikel in das Filtermedium dadurch erschwert wird und es zu lokal erhöhten Druckverlusten kommt. Wenn sich ein Filterkuchen ausgebildet hat, kann es notwendig sein, das Filtermedium sofort auszutauschen.
Aufgrund der geringeren Aufnahmekapazität des Filtermediums ist die Tiefenfiltration nur für niedrige Partikelkonzentrationen im unbehandelten Fluid geeignet. Die Staubmasse, die ein Filter bis zum Erreichen eines vorgegebenen Druckverlusts einlagern kann, wird Staubspeicherfähigkeit genannt.

## Filtermedien

### Gewebe
Während die Gewebe anfangs aus Naturfasern und Metallspänen bestanden, kommen heutzutage bevorzugt Glasfasern und andere synthetische Fasern zum Einsatz. Da stets eine Größenverteilung der Fasern vorliegt, ist davon auszugehen, dass Schwebstofffilter aus Faservliesen inhomogen sind. Der Faserdurchmesser liegt üblicherweise zwischen 1 µm und 50 µm, der mittlere Abstand zwischen Fasern bewegt sich zwischen dem drei- und dem neunfachen des Faserdurchmessers.
Für Tiefenfilter aus Gewebe gibt es je nach Reinigungsziel unterschiedliche Konfektionierungsformen. So werden grobe Partikel mit Filtermatten entfernt, während Filterpatronen und Kassettenfilter auch für die Entfernung feiner Partikel geeignet sind.
Bei der Polstofffiltration finden neben oberflächlichen Partikelanlagerungen auch  Filtrationseffekte über die Tiefe der Polfaserschicht statt. Über die Auswahl des Polstoffs lässt sich die Feinheit der abzuscheidenden Partikel beeinflussen. 

### Schüttungen
Schüttschichtfilter werden als Festbett, Wanderbett oder Fließbett betrieben. Lose Schüttungen können durch Rückspülen gereinigt werden.

## Anwendung
Trink- und Brauchwasser werden mittels Tiefenfiltration von Partikeln befreit. In der Natur tritt Tiefenfiltration immer dann auf, wenn Oberflächenwasser den natürlichen Boden durchdringt und zu Grundwasser wird.
In der Abwasserreinigung werden Sandfilter und Polstofffilter eingesetzt.
Bei der Gasreinigung werden mit Tiefenfiltern Gase, die bereits weitgehend von Partikeln befreit wurden, weiter gereinigt. So werden sie insbesondere für raumlufttechnische Anlagen verwendet. Je nach Anwendungsfall werden Tiefenfilter für die Gasreinigung unterteilt in:
- Staubfilter (Luftfilter)
  - Grobstaubfilter
  - Feinstaubfilter
- Schwebstofffilter
  - Standard-Schwebstofffilter (HEPA)
  - Hochleistungs-Schwebstofffilter (ULPA).